# Rétság
Rétság es una ciudad ubicada en el condado de Nógrád, Hungría.

## Superficie
Posee una superficie de 19,81 kilómetros cuadrados.

## Demografía
Hasta 2021 la población era de 2707 habitantes, con una densidad de población de 136,64 habitantes por kilómetro cuadrado.